# Chamber Music (album de Sissoko et Segal)
Pour les articles homonymes, voir Chamber Music.
Chamber Music est le titre d'un album de Ballaké Sissoko et Vincent Segal. Il est sorti en octobre 2009 sur le label français No Format!.
L'album a été désigné par la principale radio publique américaine NPR comme l'un de ses albums préférés de 2011, et a remporté en 2010 le prix de l'album international de production française à la cérémonie annuelle des Victoires du Jazz.

## Histoire de l’album
L’idée de travailler sur un album commun germe en 2005 dans l’esprit de Ballaké Sissoko qui, au festival de jazz d’Amiens, vient d’assister à un concert de Vincent Segal au sein de Bumcello. Pendant quelques années, Sissoko se rend chez Segal à chacun de ses passages à Paris, et c'est ainsi que les deux musiciens apprennent à se connaitre et à jouer ensemble. C'est en mai 2009, lors d'un concert à Bamako, que Sissoko et Segal décident d'enregistrer un album,.

## Enregistrement
L'enregistrement de Chamber Music se déroule dans le studio Moffou de Salif Keita au Mali, au cours de trois sessions d'enregistrement nocturnes et en prise directe. Sur la majorité des chansons, seuls la kora de Ballaké Sissoko et le violoncelle de Vincent Segal sont présents, mais on retrouve quelques invités sur certains morceaux, comme Awa Sangho ou Demba Camara.

## Liste des pistes
Toutes les chansons sont composées par Ballaké Sissoko, à l'exception des pistes 2, 5 et 6 composées par Vincent Segal.
| No  | Titre                | Durée |
| --- | -------------------- | ----- |
| 1.  | Chamber Music        | 5:31  |
| 2.  | Oscarine             | 5:41  |
| 3.  | Houdesti             | 8:52  |
| 4.  | Wo Yé N'Gnougobine   | 5:51  |
| 5.  | Histoire de Molly    | 5:31  |
| 6.  | 'Ma-Ma' FC           | 5:12  |
| 7.  | Regret-À Kader Barry | 3:45  |
| 8.  | Halinkata Djoubé     | 5:08  |
| 9.  | Future               | 3:15  |
| 10. | Mako Mady            | 6:06  |

## Musiciens
- Ballaké Sissoko : Kora
- Vincent Segal : violoncelle

Invités :
- Chant sur Regret : Awa Sanagho
- N'goni sur Houdesti : Mahamadou Kamissoko
- Balafon sur Houdesti : Fassery Diabate
- Bolon sur Oscarine, Halinkata Djoubé, Mako Mady ; karignan sur 'Ma-Ma' FC, Regret-À Kader Barry : Demba Camara